# 루키우스 카틸리우스 세베루스
루키우스 카틸리우스 세베루스 율리아누스 클라우디우스 레기누스(Lucius Catilius Severus Julianus Claudius Reginus)는 트라야누스와 하드리아누스 집권기에 활동한 로마의 원로원 의원이자 장군이다. 그는 두 차례 집정관에 임명됐으며, 첫 번째는 서기 110년에 가이우스 에루키아누스 실로의 동료 집정관(보좌 집정관)으로, 두 번째는 120년에 미래의 황제 안토니누스 피우스를 동료 집정관 (직권 집정관)으로 두었다. 카틸리우스는 또한 마르쿠스 아우렐리우스 황제의 양증조부이기도 하다.
카틸리우스는 비티니아의 비문에서는 루키우스 카틸리우스 세베루스 율리아누스, 집정관으로는 루키우스 카틸리우스 세베루스, 문헌 자료에서는 카틸리우스 세베루스라 불렸다. 그의 가문의 기원은 비티니아의 도시인 아파메이아로 추정한다. Olli Salomies는 로마 제국 초기의 작명법에 대한 논문에서 이 여러 이름이 입양을 암시한다고 언급했다: "소아시아 출신의 원로원 가문 Cn. 클라우디우스 세베루스 씨족이 존재함에도, Cn. 카틸리우스의 아들이, L. 카틸리우스가 입양한 Cn. 클라우디우스의 아들이 아니라는 것에 의심의 여지가 없다."

## 생애
카틸리우스 세베루스의 '쿠르수스 호노룸'은 안티움에서 발견된 한 비문에 남아 있다. 기록 상에 남은 그의 가장 초기 공직은 전통적인 공화정 시기의 정무관직인 재무관으로, 이를 통해 그는 원로원 의원으로 이름을 올릴 수 있었다. 그의 경우에는 아시아 속주 속주의 재무관으로 임명됐다. 그는 전통적인 공화정 시기 정무관직 호민관으로 진급했다고 하지만, 안티움의 비문에선 그가 법무관이었다는 사실을 생략하고 있으나, 해당 관직을 맡았다고 가정해야되는데 기록상에 카틸리우스가 지닌 직위에서 다음 관직으로 넘어가기 위해서는 필요했기 때문이다.
일반적으로 집정관에 오를 원로원 의원은 군단장 그리고 속주 총독나 재무 관련 프라이펙투스 직위 등 두 가지 공직을 거치는데, 카틸리우스의 경우는 6개 공직이나 맡았다. 맨 처음에는 '프라이펙투스 프루멘티 단디'(prefectus frumenti dandi, 로마의 무료 곡물 배급 책임자), 다음은 '레가투스' 또는 아시아 속주의 프로콘술 보조자, 그 뒤에는 이름 불명의 도로 책임자(curator), 프리미게니아 제22군단의 지휘관인 '레가투스 레기오니스', 마지막으로는 재무직 프라이펙투스인 105년부터 107년 기간 '아이라리움 밀리타레', 그런 다음 108년부터 110년까지 '아이라리움 사투르니'를 거쳤다. 이때부터 카틸리우스는 첫 집정관직에 올랐다.
보좌 집정관으로 임기가 끝난 뒤, 카틸리우스는 가장 저명한 고대 로마의 사제단 중 하나인 '셉템비리 에풀로눔'에 입단했다. 114년에 그는 카파도키아-아르메니아 지역 총독으로 임명됐다. 임기 동안, 카틸리우스는 트라야누스의 파르티아 원정에 참전했고, 다수의 군 훈장인 '도나 밀리타리아'를 수여받았다. 트라야누스가 사망한 뒤인 117년 가을, 트라야누스의 후계자인 하드리아누스는 카틸리우스를 자신을 대신할 시리아 총독으로 임명하였고 이에 따라 하드리아누스는 로마로 돌아올 수 있었다. 카틸리우스는 119년까지 시리아 총독으로 남아 있었다. After his second consulate in 120, 카틸리우스는 124년/125년에 아프리카 속주의 프로콘술 총독직을 맡았고, 직후에는 로마시 정무관을 맡았다. 이러한 직위들을 하나를 거친다는 것은 성공적인 원로원 경력의 정점으로 여겨지며, 이것을 두 개나 맡았다는 점은 그의 성과뿐만 아니라 하드리아누스의 총애를 받았음을 증명한다.

## 가족
카틸리우스는 그나이우스 도미티우스 툴루스의 미망인인 다수미아 폴라의 세 번째 남편으로 여겨진다. 툴루스는 조카 대 도미티아 루킬라를 입양했고, 그녀는 후에 황제에 오른 마르쿠스 아우렐리우스의 조모가 되었으며, 그를 양육하며 많은 영향을 미쳤다. 마르쿠스 아우렐리우스는 이후에 자신의 생애에서 카틸리우스 세베루스의 영향에 대하여 "공공장소에서 가르침을 받는 것 대신에 자택에서 훌륭한 선생들의 가르침을 즐기고, 그러한 것들에 아낌없이 돈을 쓰는 것이 의무라는 것을 배웠다는 점"을 상기했다.
183년 그리고 213년에서 218년 기간에 아브랄 형제단 출신이라 확인된 두 명의 그나이우스 카틸리우스 세베루스는 분명히 카틸리우스의 후손이거나 최소한 그의 가문 출신일 것이다.

## 같이 보기
- 카틸리우스 씨족